# Josefina Benedetti
Josefina Benedetti (New Haven, Connecticut, 17 de septiembre de 1953), compositora, musicóloga y directora coral venezolano-americana.

## Biografía
Egresa de la Escuela de Música «Juan Manuel Olivares» con las más altas calificaciones. Entre sus maestros podríamos citar a Gerty Haas, Gonzalo Castellanos Yumar, Modesta Bor, Angel Sauce, Eduardo Plaza y Alberto Grau entre otros. Realizó estudios de piano en Caracas y Londres; composición en el Conservatorio Nacional de Música Juan José Landaeta y Dirección Coral en el Instituto Universitario de Estudios Musicales. Obtuvo su maestría en Musicología Latinoamericana en la Universidad Central de Venezuela, siendo publicada su tesis La estética postmoderna en la música venezolana.
Ha recibido el Premio Nacional de Composición en 1989, 1993 y 1998. Asimismo, el Premio Municipal de Música de la Ciudad de Caracas en 1990 y el Premio de Composición Fundación José Antonio y Carmen Calcaño en 1993.
Sus obras han sido interpretadas por renombradas orquestas, grupos de cámara, agrupaciones corales y solistas tanto en Venezuela como en los Estados Unidos, Cuba, Ecuador, Uruguay, Argentina y Francia, donde algunas de ellas han pasado a formar parte del archivo de la Biblioteca Nacional. Han sido grabadas en discos compactos bajo el sello “Música y Tiempo”, que ayudó a fundar en 1996, y por productores independientes.
Se ha desempeñado como presidente de Juventudes Musicales de Venezuela, (1991-96), de la Fundación Orquesta Filarmónica Nacional (1995-2000) y de "Música y Tiempo". Ha sido Secretario General del Consejo Venezolano de la Música, (UNESCO) así como miembro de las juntas directivas de la Sociedad Venezolana de Música Contemporánea y de la Fundación Teatro Teresa Carreño. Fue Directora de Cultura de la Universidad Central de Venezuela (2000-06).
Actualmente es profesora de las materias Teorías y Épocas de la música y Estética de la Música en la Escuela de Artes de la Facultad de Humanidades y Educación de la Universidad Central de Venezuela.

## Obras
Obras electrónicas y sónicas:
- 2017: Así suena mi Caracas
- 2013: Balance. Instalación
- 2013: Mbombela

- 2011: La sombra
- 2011: El valle de los muñecos
- 2006: Sintharte
- 2006: Etnorap.
- 2003: Transitoria.
- 2002:Caracas 11 A.
- 1992:La muerte del delfín.

Obras Vocales
- 2018:  Mares. Instalación
- 2005: Ode to women
- 1993: Guatopo
- 1993: Réquiem para un siglo.
- 1992: La canción del pirata.
- 1989: Palabreo.
- 1988: Canción de cuna
- 1988: Cantar.

Música de cámara:
- 2020: Tiempos Inciertos
- 2020: Concerto
- 2007: Lilith.
- 2001: Montuno.
- 1999: Danzas lunares.
- 1998: Impromtu Carnavalesco,
- 1998: Pantanal.
- 1994: Hojas al viento.
- 1993: Ut Pictura Poesis?.
- 1992: Con Corda.
- 1991: Intermezzo n.º 1. (revisado en 2023)
- 1990: Suite del intrépido.

Obras para orquesta:
- 2019: Humboldt
- 2007: Rugeles´82.
- 2001: Cantos del camino.
- 1998: Macuro.
- 1996:Miserere mei
- 1996: Citas inocentes.

Publicaciones:
2012: La estética postmoderna en la música venezolana.